# Кенон (Джорджія)
Кенон (англ. Canon) — місто (англ. city) в США, в округах Франклін і Гарт штату Джорджія. Населення — 643 особи (2020).

## Географія
Кенон розташований за координатами 34°20′30″ пн. ш. 83°6′42″ зх. д. / 34.34167° пн. ш. 83.11167° зх. д. (34.341681, -83.111768).  За даними Бюро перепису населення США в 2010 році місто мало площу 8,10 км², з яких 8,08 км² — суходіл та 0,02 км² — водойми.

## Демографія
Згідно з переписом 2010 року, у місті мешкали 804 особи в 321 домогосподарстві у складі 212 родин. Густота населення становила 99 осіб/км².  Було 375 помешкань (46/км²).
Расовий склад населення:
| - 90,4 % — білих - 2,9 % — чорних або афроамериканців - 1,0 % — азіатів - 0,7 % — корінних американців - 2,4 % — осіб інших рас |

До двох чи більше рас належало 2,6 %. Частка іспаномовних становила 6,6 % від усіх жителів.
За віковим діапазоном населення розподілялося таким чином: 23,8 % — особи молодші 18 років, 60,0 % — особи у віці 18—64 років, 16,2 % — особи у віці 65 років та старші. Медіана віку мешканця становила 39,8 року. На 100 осіб жіночої статі у місті припадало 92,8 чоловіків;  на 100 жінок у віці від 18 років та старших — 94,6 чоловіків також старших 18 років.
Середній дохід на одне домашнє господарство  становив 36 530 доларів США (медіана — 27 083), а середній дохід на одну сім'ю — 40 771 долар (медіана — 33 750). За межею бідності перебувало 28,5 % осіб, у тому числі 48,7 % дітей у віці до 18 років та 19,0 % осіб у віці 65 років та старших.
Цивільне працевлаштоване населення становило 250 осіб. Основні галузі зайнятості: виробництво — 24,0 %, роздрібна торгівля — 18,8 %, освіта, охорона здоров'я та соціальна допомога — 18,4 %.